# حامول منعكس
حامول منعكس (الاسم العلمي:Cuscuta reflexa) هو نوع من النباتات يتبع جنس الحامول من الفصيلة المحمودية.